# Arthur Holmes
Arthur Holmes (14 de enero de 1890-20 de septiembre de 1965) fue un geólogo británico que hizo dos grandes contribuciones a la comprensión de la geología. Fue pionero en el uso de la datación radiométrica de minerales, y fue el primer científico en comprender las implicaciones mecánicas y térmicas de la convección del manto, lo que llevó finalmente a la aceptación de la tectónica de placas.

## Edad de la tierra
Holmes fue un pionero de la geocronología, y realizó cuando todavía era un estudiante, en Londres, la primera datación radiométrica exacta basada en uranio-plomo (pensada expresamente para medir la edad de una roca), asignándole una edad de 370 Ma (millones de años) a una roca devónica de Noruega. El resultado fue publicado en 1911, después de su graduación, que fue en 1910.
Holmes entró a formar parte del Imperial College en 1912, y publicó en 1913 su famoso libro The age of Earth («La edad de la Tierra»), en el que defiende firmemente los métodos de datación radiactiva frente a los métodos de datación basados en la estratigrafía, o los basados en el proceso físico del enfriamiento de la Tierra (muchos todavía se aferraban a los cálculos de Lord Kelvin, que daban una edad de menos de 100 Ma). Estimó en 1600 Ma la edad de las rocas arqueanas más antiguas, pero no quiso especular con la edad del planeta. Por aquel entonces el descubrimiento de la pluralidad de isótopos había complicado la tarea y dedicó siguientes años a lidiar con esa dificultad. La promoción que hizo de la teoría en las siguientes décadas le ganó el sobrenombre de Padre de la geocronología moderna. En 1927 había revisado el valor anterior, situándolo en a 3 000 Ma, y luego, en la década de 1940, en 4.500 ± 100 Ma, sobre la base de mediciones de la abundancia relativa de los isótopos de uranio hechas por Alfred Nier. Ahora se conoce a este método como «modelo de Holmes-Houtermans», en referencia a Fritz Houtermans, que publicó su contribución en el mismo año, 1946.
En 1924 fue nombrado para el cargo recientemente creado de lector en geología de la Universidad de Durham. Sus logros fueron reconocidos dieciocho años más tarde, en 1942, cuando fue nombrado miembro de la Royal Society. Al año siguiente fue designado catedrático de geología en la Universidad de Edimburgo, tras la muerte del Prof. Thomas James Jehú, puesto que ocupó hasta su jubilación. en 1956. en 1944 se publicó la primera edición de su Principles of physical geology («Principios de geología física»), que se convirtió en un libro de texto habitual tanto en el Reino Unido como en otros países.

## Deriva continental
Holmes defendió la teoría de la Deriva Continental promovida por Alfred Wegener, en un momento en que era profundamente rechazada por sus colegas más conservadores, especialmente en Estados Unidos. La teoría de Wegener no ofrecía una buena explicación del mecanismo del movimiento, y Holmes propuso que en el manto terrestre hay células de convección, que con su circulación disipan el calor liberado por la radiactividad interna, arrastrando de alguna manera a la corteza. Su manual Principios de geología física termina con un capítulo dedicado a la deriva continental. Su modelo de la dinámica interna contribuyó sustancialmente a la formulación del modelo de expansión del fondo oceánico, que es una parte fundamental de la teoría de la Tectónica de Placas.